# Drizzt Do'Urden
Drizzt Do'Urden, fiktivni lik iz Zaboravljenih kraljevstva, autora R. A. Salvatorea. 

## Životopis
Drizzt je rođen kao treći sin Malice Do'Urden i trebao je biti žrtvovan božici Lolth (uobičajena sudbina trećeg živućeg sina bilo koje kuće, ali je pošteđen nekoliko minuta nakon rođenja, jer je njegov najstariji brat ubijen od strane drugog najstarijeg brata i tako je Drizzt postao drugi živući sin, a ne treći. Njegov otac, Zaknafein, je bio poznati učitelj borbe iz Kuće Do'Urden i potajno je mrzio cijelo drow društvo. On je Drizzta naučio boriti se i, što je još važnije, naučio ga je moralnom kodu.
Drizzt je napustio Menzoberranzan u potrazi za boljim životom. Nakon nekog vremena koje je proveo u samoći u divljini Podtamlja samo s Guenhwyvar bez koje bi se potpuno prepustio 'Lovcu', svojoj alternativnoj ličnosti, Drizzt se sprijateljuje s Belwarom Dissengulpom, svirfneblinom koje još i nazivaju 'duboki gnomi' jer žive duboko pod zemljom.
Nakon suživota sa svirfneblinima Drizzt kreće na površinu gdje upoznaje važnog i iskrenog prijatelja Montolia Debroucheea, poznatijeg kao Mooshie, starog i slijepog graničara. Drizzt je naučio o načinu graničara od Mooshia i Drizzt je shvatio da je on tako živio cijeli život. Od tada Drizztu je glavna božica Mielikki, Faerunska božica šume i graničara kojoj je simbol jednorog.
Nakon smrti svog prijatelja i učitelja, Drizzt putuje po svijetu u potrazi s domom gdje ga neće prezirati zbog njegovog nasljeđa. Naposljetku je došao do Icewind Dalea gdje je upoznao neke od svojih najboljih prijatelja: Bruenor Battlehammer, Cattie-brie, Wulfgar i Regis. Velike i uzbudljive pustolovine su ga odvele skupa s prijateljima do Mithril Halla gdje trenutno živi.
Drizzt drži do najviših ideala i morala, ali ne traži isto i od drugih. Uvijek spreman na opasnost, on malo priča, ali je ljubazan. Perfekcionist koji teži tome da bude prihvaćen u površinskom svijetu. Drizzta uvijek mori opasnost koju donosi onima s kojima se sprijatelji zbog okrutnosti i upornosti svećenica božice Lolth i drugih njegovih neprijatelja, posebno demona Errtua i plaćenog ubojice Artemisa Entreria. Oni koji ga susretnu kažu da ima tmurnu narav.
Rano u putovanjima površinom, Alustriel Silverhand ga dočekuje toplo i osobno kao što dočekuje sve u nevolji, ali se ne usudi pustiti ga da uđe u Silverymoon u tom trenutku. Tijekom vremena njegova su ga djela učinila prihvaćenim u velikom dijelu sjevera Sword Coast, a u vrijeme nevolji i vrlo dobrodošlim.
Tri puta u životu Drizzt je posegnuo za svojom alternativnom ličnosti, 'Lovcem'. Prvi put kad je pobjegao iz Menzoberranzana i živio u divljini Podtamlja. Drugi put kad se vratio u rodnu zemlju da spriječi opasnost koja je prijetila njegovim prijateljima u knjizi Starless Night. Treći put je bilo za vrijeme rata s kraljem Obould Many Arrows i njegovom hordom orka. Drizzt je mislio da je Bruenor mrtav i nije mislio da je ijedan od njegovih prijatelja živ. Kad Drizzt postane 'Lovac' on doseže svoj fizički vrhunac, njegove su vještine savršeno izbalansirane i usklađene, njegovi skimitari se ponašaju kao produžetak njegovih ruku, a sva su osjetila pojačana preko granice normale. On djeluje instinktivno i nemilosrdno.
Kao drow, Drizztu je urođena sposobnost da stvori kuglu tame na nekom području ili prikačenu na neku metu. Pošto je on plemić isto tako može pozvati i bezopasnu "faerie fire" (vilinsku vatru), koja ocrta metu čineći je uočljivijom, čak i ako postane nevidljiva. Jedno je vrijeme mogao i levitirati, ali je sunčeva svjetlost uništila magiju emblema njegove Kuće koji je omogućavao ovu sposobnost, pa ju je postepeno izgubio. On još može "prebaciti" vid u infracrveni spektar koji mu omogućava da vidi u mraku. Njegova okretnost i borbena vještina su legendarne i mnogi njegove pokrete opisuju kao prebrze za oči, ljudske ili drow.
"Driz" znači "tvrd, čelik, ili nepokoravajući," i nastavak "-zt" znači "pronalazač ili lovac." "Do'Urden" je obiteljsko ili klansko ime. "Do" znači "hodač u, šetač u" i "Urden" znači "tama, mrak." Tako da, "Drizzt Do'Urden" znači "nepokoravajući lovac koji hoda u tami." 

## Izgled
Drizzt Do'Urden je tamni vilenjak koje nazivaju drow. Drizzt je visok oko 170 cm i teži oko 60 kg. Vrlo je skladno građen i ima oštre crte lica kao i kod ostalih drow. Crne je puti i ima dugu, gustu bijelu kosu. Najzanimljivija karakteristika kod Drizzta su njegove oči koje su ljubičaste, boje lavande, što je vrlo rijetko, jer drow imaju crvene oči. Čak i kada koristi infracrveni vid koji mu pomaže da vidi toplinu u tami njegove oči ostaju ljubičaste umjesto crvene. On obično nosi zeleni šumski ogrtač s krznenim ovratnikom, visoke, crne čizme i ogrlicu s privjeskom glave bijelog jednoroga, znakom božice Mielikki. Ovaj privjesak mu je izradio prijatelj Regis od kosti pastrve. Prošlo je više od 20 godina da je Drizzt otišao iz Menzoberranzana, svog rodnog mjesta i došao na površinu, ali njegov vid, naviknut na potpunu tamu, još se nije sasvim prilagodio dnevnom svjetlu. Drizzt ima oko 70 godina, prema vilenjačkim standardima još nije niti odrastao. Prosječna životna dob drowa je između 700 i 800 godina, ali neki su živjeli i preko 1000.

## Osobnost
Izvana smiren i staložen, Drizzt ima gorući bijes potisnut unutar njega iz vremena koje je proveo živeći u divljinama Podtamlja (Underdark), gdje je preživio oslanjajući se samo na instinkte i vještinu. Tu je svladao jednu stranu svoje psihe, koju on zove 'Lovac' (The Hunter), ona još uvijek može izaći na površinu kad je jako pritisnut neprijateljem ili pod velikim emocijalnim pritiskom. 'Lovac' je hladna, proračunata alternativna ličnost Drizzt Do'Urdena koja utjelovljuje njegovu borbenu sposobnost. Kad nije opsjednut 'Lovcem', Drizzt je sabran i smiren i uvijek traži način da izbjegne borbu ako je moguće. Ali, kad situacija to zahtjeva, on je nevjerojatno smion, čak i presmion pa su njegovi prijatelji uvjereni da će se uvaliti u nevolju iz koje se neće moći izvući. Posebno voli površinski svijet i svoje mjesto u njemu iako ima još mnogo ljudi koji se prema njemu odnose s predrasudama jer su drow poznati kao hladnokrvni ubojice bez milosti.

## Magični predmeti
Drizztovo najdraže oružje je skimitar (kriva sablja) i on nosi dva nazvana Twinkle i Icingdeath. Isto tako ima i magičnu crnu figuru kojom poziva veliku crnu panteru Guenhwyvar. Guenhwyvar je bila u vlasništvu okrutnog drow čarobnjaka iz Kuće Hun'ett iz Menzoberranzana, ali pošto se odnosio preka panteri loše i ispod časti Drizzt ga je ubio i uzeo figuru. Drizzt nosi i par magičnih narukvica, koje je uzeo od Dantrag Baenrea koji ga je izazvao i izgubio. Narukvicu daju nevjerojatnu brzinu onome tko ih nosi, ali Drizzt je uvidio da, ako ih nosi na rukama, jednom započeti potez ne može prekinuti (zbog toga je i Dantrag i poginuo), a i noge mu ne mogu pratiti ruke pa ih je odlučio nositi na nogama što mu je dalo veliku brzinu rada nogu što je jedna od glavnih odlika njegovog stila borbe. Drizzt je nosio i magičnu žičanu košulju od mithrila, ali se oštetila pa ju je zamijenio jednom od adamantina koja štiti nositelja do svih udaraca.

## Oružja
Kroz treninge sa svojim ocem Zaknefeinom i u Melee-Magthere, školi bliske borbe u Menzoberranzanu Drizzt je preferirao skimitare, ali se naučio boriti sa svim oružjima poznatim drowima. Ovo se nije promijenilo niti nakon izlaska na površinu. Drizzt je uvijek spreman improvizirati u borbi, ali najviše koristi svoja dva skimitara: Twinkle i Icingdeath.

### Icingdeath
Drizzt je pronašao Icingdeath u hrpi blaga bijelog zmaja prema kojem ga je i nazvao. Držak Icingdeatha je napravljen od crnog adamantita, a oštrica od srebra s dijamantnim rubom. Oružje upija vatru i vrućinu tako da štiti nositelja od vatre.
Ingeloakastimizilian, poznatiji kao Icingdeath, je bio veliki bijeli zmaj koji je živio u ledenoj špilji u Evermeltu, dijelu ledenjaka Reghed. Ubio ga je Wulfgar, koji je otkinuo veliki stalaktit sa stropa, koji se zabio u zmajev vrat, svojim ratnim čekićem. Drizzt mu je davao potporu sa svojim lukom i sa svojom urođenom sposobnosti da stvori kugle tame oko zmajeve glave.
Drizzt nosi Icingdeath u desnoj ruci i na lijevom boku.

### Twinkle
Twinkle je drugi Drizztov skimitar kojega drži u lijevoj ruci i na desnom boku. On ga je dobio od čarobnjaka Malchor Harpell kad je hvatao Artemisa Entreria nakon što je Artemis zarobio Regisa.
Skovan od površinskih vilenjaka, Twinkle ima safir u obliku zvijezde na vrhu drške i oštrica sjaji plavo kad je opasnost blizu.